# Charles Lapworth
Charles Lapworth (21 de setembre del 1842 - 13 de març del 1920) fou un geòleg anglès.
Va néixer a Faringdon (Berkshire) i després d'estudiar per ser professor, Lapworth es va establir a la zona fronterera d'Escòcia, on va investigar la fauna fòssil de l'àrea, prèviament poc coneguda. El 1869 es casà i es va quedar a la regió. Eventualment, gràcies a un registre pacient i a un ús innovador de l'anàlisi de l'índex fòssil, Lapworth va demostrar que el que es creia que era una seqüència gruixuda de roques silurianes, de fet era una sèrie molt més prima que havia estat repetida per plegaments i per falles.
Finalment, hom acceptà la seva anàlisi controvertida, i a poc a poc anà ascendint fins a convertir-se en un dels geòlegs de primera fila de les Illes Britàniques. Va ser professor a diversos instituts, i va rebre nombrosos premis pels seus treballs. Se'l coneix més perquè va ser un pioner en l'anàlisi faunístic de les capes silurianes per mitjà dels fòssils index, especialment els graptòlits; i per la seva proposta, adoptada després d'un temps, que les capes que hi havia entre els estrats cambrians del nord de Gal·les i els silurians del sud de Gal·les fossin assignades a un nou període geològic: l'Ordovicià. Aquesta proposta va resoldre una àrdua discussió sobre l'antiguitat dels estrats en qüestió.
Es poden trobar documents sobre Charles Lapworth a les Col·leccions Especials de la Universitat de Birmingham.